# マイケル・マカティア
マイケル・マカティア（Michael McAteer、1977年7月16日 - ）は、映像プロデューサー、元ファッションモデル、俳優、タレント。京都府吉田山出身。

## 来歴
京都府吉田山で生まれ育った。両親はアメリカ人。
家では英語で話していた。
家にテレビが無かったため友達の家でテレビを観ていた。
府内の公立小学校卒業後、渡米。
大学時代は寿司屋でアルバイトをしていた。学生時代から旅行が大好きである。
2002年、オレゴン州リード大学を卒業　（学科：哲学、比較宗教学）。
卒業後、日本に帰国し、有限会社リミックスに所属しタレント活動を行う。また、並行して映像プロデューサーとして、自身で取材した映像作品の制作プロデュースを行う。
しかし、本人曰く「うまくいかずギブアップ」し、2013年に36歳で再渡米した。
ニューヨークを拠点にし、いくつかのインターンシップに参加した。
ここで転機が訪れる。インターンとして納品物を届けにたまたま行ったのがNHKのニューヨークのオフィスで、待合室で大きなテレビモニターを見ていたところ、偶然、友達がレポーターをやっている番組が流れた。ロビーでコーヒーを入れていた女性に「これ友達ですねん」と話しかけてるうちに、生まれ育った京都の家のすぐ近くが映り「あれ?！これぼくの町内や!」と驚いていると、流暢な関西弁で話すマイケルに興味を持った女性が「あなたは何をされてる方ですか?」「うちの社長に会ってください」と言われ、その翌日には自身のコーナーの立ち上げが決まった。以降は衛星中継で番組出演を行っている。

## 番組出演

### テレビ
現在
- キャッチ!世界の視点（2014・15年度）→キャッチ!世界のトップニュース（2016年度 - ）（NHK BS1、2023年4月4日からNHK総合）ニューヨークからのレポートコーナー「@NYC」担当 - 2014年4月5日 -

過去
- ワールドWaveモーニング（NHK BS1）「@NYC」担当 - 2013年4月 - 2014年3月28日
- ザ・ゴールデンアワー（TOKYO MX） - 2009年4月6日 - 2012年9月28日
- TOKYOモーニングサプリ（TOKYO MX） - 2007年8月 - 2009年3月
- 秘密のケンミンSHOW（読売テレビ）ゲスト - 2007年
- ナイナイサイズ!（日本テレビ）特別出演 - 2005年
- 森田一義アワー 笑っていいとも!（フジテレビ）

ドラマ	
- バンビ〜ノ!（日本テレビ） - 2007年4月18日 - 6月27日
- 働きマン（日本テレビ） 2007年

### ラジオ
- J-WAVE GOOD MORNING TOKYO（J-WAVE） - 2004年4月5日 - 2006年9月29日※コミュニケーター

## 映画
- ハゲタカ（2009年）

## その他

### CM
- サッポロ ドラフトワン（サッポロビール）

### PV
- WORLD ORDER※プロデュース、制作（2011年）

### 映像ソフト
- スマートモテリーマン講座　Lesson.1&2 - モテマスター役（2009年）
- 東邦ガス エコ・パビリオン用プロモーションビデオ、主役。（東映製作）